# Modern English
Modern English is een new waveband uit de Britse stad Colchester. 
De band werd opgericht in 1977. De band speelde aanvankelijk donkere postpunk in de stijl van Joy Division. Daarna evalueerde de muziek naar new wave, new romantic en synth pop.

## Biografie
De groep werd in 1977 opgericht in Colchester door Robbie Grey (zang), Gary McDowell (gitaar) en Michael Conroy (basgitaar). Maar toen heette de band The Lepers, omstreeks 1979 werd de naam veranderd in Modern English. Drummer Richard Brown voegde zich bij de groep, en Stephen Walker op keyboards. De eerste single Drowning Man verscheen in eigen beheer op het Limp label in augustus 1979.
In 1980 kwamen ze onder contract bij het onafhankelijk platenlabel 4AD dat in 1979 was opgericht. Modern English was een van de eerste bands onder contract bij dit alternatieve platenlabel. In mei 1980 verscheen de single Swans on Glass en in november Gathering Dust. Op 11 november 1980 traden ze op in John Peel's radioprogramma op de BBC met de nummers Mesh & Lace, A Viable Commercial, Black Houses en 16 Days. 
Het eerste album Mesh & Lace verscheen in april 1981. Het bevat donkere en sombere new wave en postpunk met invloeden van Joy Division en Bauhaus, agressief, dromerig en atmosferisch. In het alternatieve circuit was het album populair en het bereikte de vijfde plaats in de UK Independent Albums Chart. De muziek op de volgende single Smiles and Laughter / Mesh & Lace, die in augustus 1981 uitkwam, ligt nog in het verlengde van het debuutalbum. 
Maar op het tweede album After the Snow, dat uitkwam in mei 1982, is de muziekstijl gewijzigd. De donkere postpunk van het eerste album is voor een groot deel verdwenen en heeft plaatsgemaakt voor new wave in de stijl van Simple Minds. Het album werd geproduceerd door Hugh Jones. De succesvolle single I Melt With You staat ook op dit album. Op het volgende album Ricochet Days (november 1984) zijn de postpunk invloeden verdwenen en gaat de band nog meer richting synth pop, hoewel er ook gebruik wordt gemaakt van strijkinstrumenten. Het album bereikte de vijfde plaats in de UK Indie Charts. In de Verenigde Staten was de band ook redelijk succesvol : Zowel After the Snow als Ricochet Days behaalden er de Top 100.
De band verliet 4AD en kwam onder contract bij Sire Records. Na het album Stop/Start ging de band uit elkaar.
In 1989 werd Modern English opnieuw opgericht door Robbie Grey en Mick Conroy en een nieuw album werd uitgebracht in 1990, Pillow Lips, waarna de band opnieuw uit elkaar ging. In een nieuwe bezetting werd in 1996 het album Everything's Mad uitgebracht. 
In 2010 werd de band opnieuw opgericht in de originele bezetting, maar zonder drummer Richard Brown. Het album Soundtrack komt uit in juli 2010. Het was opgenomen in 2001 met Robbie Grey, Stephen Walker en drie andere leden.
In 2016 ging de band op tournee door de Verenigde Staten en speelden opnieuw het album Mesh & Lace.
In de originele bezetting met Grey, Conroy, McDowell en Walker werd het album Take Me to the Trees opgenomen. Het kwam uit in februari 2017.

## Bezetting

### Kernbezetting
- Robbie Grey - zang
- Gary McDowell - gitaar
- Michael Conroy - basgitaar
- Stephen Walker - keyboards
- Richard Brown - drums

### Andere bandleden
- Roy Martin - drums
- Aaron Davidson - keyboards, gitaar
- Matthew Shipley - keyboards
- Ric Chandler - drums

## Discografie

### Albums
- 1981: Mesh & Lace          (4AD)
- 1982: After the Snow       (4AD)
- 1984: Ricochet Days        (4AD)
- 1986: Stop/Start           (Sire Records)
- 1990: Pillow Lips          (TVT)
- 1996: Everything's Mad     (Imago}
- 2010: Soundtrack           (Darla)
- 2017: Take Me to the Trees (InKind)

### Singles
- 1979: Drowning Man
- 1980: Swans on Glass
- 1980: Gathering Dust
- 1981: Smiles and Laughter
- 1982: Life in the Gladhouse
- 1982: I Melt With You
- 1983: Someone's Calling
- 1984: Chapter 12
- 1984: Rainbow's End
- 1984: Hands Across the Sea
- 1986: Ink and Paper
- 1990: Life's Rich Tapestry
- 1996: Elastic